# 贝尼萨隆
贝尼萨隆，是西班牙安达卢西亚自治区阿尔梅里亚省的一个市镇。 总面积32km2, 总人口301人（2001年），人口密度9人/km2。